# Wando (musicien)
Pour les articles homonymes, voir Wando.
Wando, de son vrai nom Wanderley Alves dos Reis (né le 2 octobre 1945 à Bom Jardim de Minas et décédé le 8 février 2012 à Nova Lima), est un chanteur et compositeur brésilien.
Son style musical et les aspects scéniques de ses spectacles ont rendu possibles des aspects folkloriques, comme sa célèbre collection de culottes de fans (estimée à 17 000 pièces), qui est devenue sa marque de fabrique et lui a valu l'épithète d'Obsceno.

## Biographie
Sa grand-mère lui donne le nom hypocoristique de Wando. Très jeune, il quitte Cajuri pour Juiz de Fora, où il apprend la guitare et commence à travailler avec la musique vers l'âge de 20 ans. À cette époque, il fait déjà partie d'ensembles et se produist lors de soirées dansantes dans la région. Il s'installe ensuite à Volta Redonda (Rio de Janeiro), où il travaille comme chauffeur de camion et vendeur sur les marchés.
Sa carrière de chanteur débute en 1969 et celle d'auteur-compositeur peu après. Ses premières compositions étaient des sambas avec une touche de swing (samba rock) et sont enregistrées par le groupe Originais do Samba. Catimba criolo, enregistrée sur l'album des Originais sorti en 1972 (O samba é a corda... Os Originais, a caçamba), est probablement la première chanson enregistrée par le mineiro de Cajuri. Après cet enregistrement, l'année suivante, c'est au tour de Ao velho poeta Pixinguinha, un hommage posthume au musicien décédé, de paraître sur l'album É preciso canta, également du sextuor de samba.
En 1983, il sort Coisa Cristalina et la chanson-titre le ramène dans les charts. Des années plus tard, Wando confirme les intentions derrière les paroles qui parlaient de cocaïne, et la chanson a été faite pour un ami qui était toxicomane. En 1985, l'année de la campagne Diretas Já, Wando fait ses débuts sur le label Arca (distribué par PolyGram) avec l'album qui le définit dans la MPB. Vulgar e comum é não morrer de amor est le LP sur lequel il se lance à corps perdu dans les thèmes sexuels, mais de manière éhontée, car auparavant la censure pouvait opposer son veto à beaucoup de ses chansons. Sur cet album, Wando enregistre deux chansons : Chora coração, de lui et Pedrinho Medeiros, qui est le thème de la telenovela Roque Santeiro ; et la chanson qui lui est le plus associée, Fogo e paixão, de Rose Marie (son épouse de l'époque à qui il rend hommage).
Le 27 janvier 2012, Wando est admis à l'unité de soins intensifs du Biocor Instituto de Nova Lima, dans la région métropolitaine de Belo Horizonte, pour de graves problèmes cardiaques. Il subit une angioplastie d'urgence et commence à respirer à l'aide d'appareils. Son décès, due à un arrêt cardio-pulmonaire, est annoncé le 8 février 2012 à 8 h du matin au Biocor Instituto. La dépouille du chanteur est enterrée à Belo Horizonte. 

## Discographie
- 1973 : Glória a Deus e Samba na Terra
- 1973 : Wando
- 1976 : Porta do Sol
- 1977 : Ilusão
- 1978 : Gosto de Maçã
- 1979 : Gazela
- 1980 : Bem-vindo
- 1981 : Pelas Noites do Brasil
- 1982 : Fantasia Noturna
- 1983 : Coisa Cristalina
- 1985 : Vulgar e Comum É Não Morrer de Amor
- 1986 : Ui-Wando Paixão
- 1987 : Coração Aceso
- 1988 : O Mundo Romântico de Wando
- 1988 : Obsceno
- 1990 : Tenda dos Prazeres
- 1992 : Depois da Cama
- 1993 : Mulheres
- 1995 : Dança Romântica
- 1996 : O Ponto G da História
- 1997 : Chacundum
- 1998 : Palavras Inocentes
- 1999 : S.O.S. de Amor (album live)
- 2000 : Picada de Amor
- 2001 : Fêmeas
- 2002 : Acústico Ao Vivo
- 2005 : Romântico, Brasileiro e Sem Vergonha